# Lloc

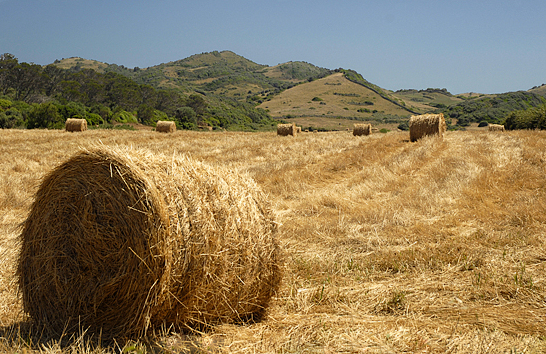
Camp de Menorca.

Lloc és el nom que reben les finques agrícoles de Menorca.
Aquestes finques funcionen des de fa segles pel sistema de mitgeres, que consisteix en el fet que el propietari, conegut com a es Senyor, posa les terres i el pagès s'ocupa de treballar-les. Dels beneficis que se'n treu es fan dues meitats iguals, una per a cadascú. L'extensió d'aquestes finques és molt variable, tant hi trobam una de les finques més grans de les Illes Balears amb 1.400 hectàrees (la Mola de Fornells) fins a petits llocs de 20-30 hectàrees d'extensió.

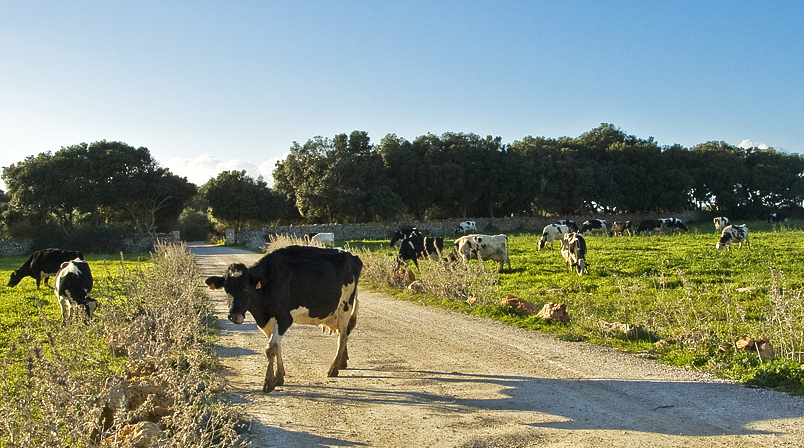
Vaques de Menorca.

Els llocs menorquins han estat part del motor econòmic de l'illa durant segles fins que a mitjan segle xx el turisme els va desbancar, i de fet cada dia es tanca la producció de molts d'aquests llocs, que passen a mans de forasters potentats que els utilitzen com a residència d'estiu. Només algunes famílies nobles de Menorca poden continuar mantenint el sistema de mitgeres tradicional gràcies a l'elevat nombre de llocs que posseïxen cosa que fa que el resultat econòmic no sigui deficitari.
La principal activitat del llocs sempre ha estat la ramaderia de vaques per a la producció de llet i del conegut internacionalment formatge de Maó, però també s'han dedicat a la ramaderia porcina per a la producció d'embotits com la sobrassada, la carnixua i el camallot.